# Tommy Cash
Tommy Cash (Dyess, Arkansas, 5 de abril de 1940-13 de septiembre de 2024) fue un cantante estadounidense, hermano de Johnny Cash.

## Datos biográficos
Cash nació en Arkansas y tuvo seis hermanos más, tenía 8 años de diferencia con Johnny. En el colegio formó su primera banda y después de salir del colegio se alistó en el ejército; dentro fue disc jockey de "American Forces Radio Network".[cita requerida]
Después del servicio militar Cash se juntó con Hank Williams Jr y grabaron un disco para el sello disquero Musicor Records en 1965, un año después se unió a United Artists y casi alcanza el top 40 de álbumes country en 1968, con The Sounds of Goodbye a finales de 1969 en el sello discográfico Epic Records consiguió sus más grandes éxitos como una canción dedicada a John F. Kennedy, Robert F. Kennedy y Martin Luther King titulada Six White Horses, en 1970 logró un par de Mejores 10 canciones con One Song Away y Rise and Shine y un mejor 20 con I Recall a Gypsy Woman.
Cash continuaba haciendo tours alrededor del mundo. Tenía la casa de su hermano Johhny en Hendersonville, Tennessee,  que le vendió, a principios del 2006, Barry Gibb.[cita requerida]